# Djahangir
Djahangir (Jahangir, Jehangir, "världens erövrare"), ursprungligen Salim, född 30 augusti 1569 i Fatehpur Sikri, död 8 november 1627 i Kashmir (stupad), var indisk stormogul 1605-1627. Han var gift med persiskan Nur Djahan och son till Akbar den store. Djahangir efterträddes av sonen Jahan.
Mogulrikets expansion fortsatte under Djahangir. Han förde flera fälttåg i södra Indien, utan att göra några större erövringar. Rajputfurstendömet Udaipur togs 1614 och Ahmednagar 1616, men den persiske härskaren Shah Abbas lyckades också återta Kandahar 1622. Djahangir gav handelsrättigheter till Portugal och Storbritannien (genom Ostindiska Kompaniet).
Han hyllade i sin ungdom Akbars eklektiska nya statsreligion, men iakttog som kejsare islams yttre sedvänjor; dock var han starkt begiven på dryckenskap. Djahangir och hans hov skildras av sir Thomas Roe, vilken 1615 som engelsk ambassadör besökte hans huvudstad Agra. Djahangir dikterade själv en historia över sina sjutton första regeringsår, Tusuki djihanghiri, vilken är av stor vikt som historisk källa, men som saknar litterärt värde för nutiden.